# Thomas Chippendale

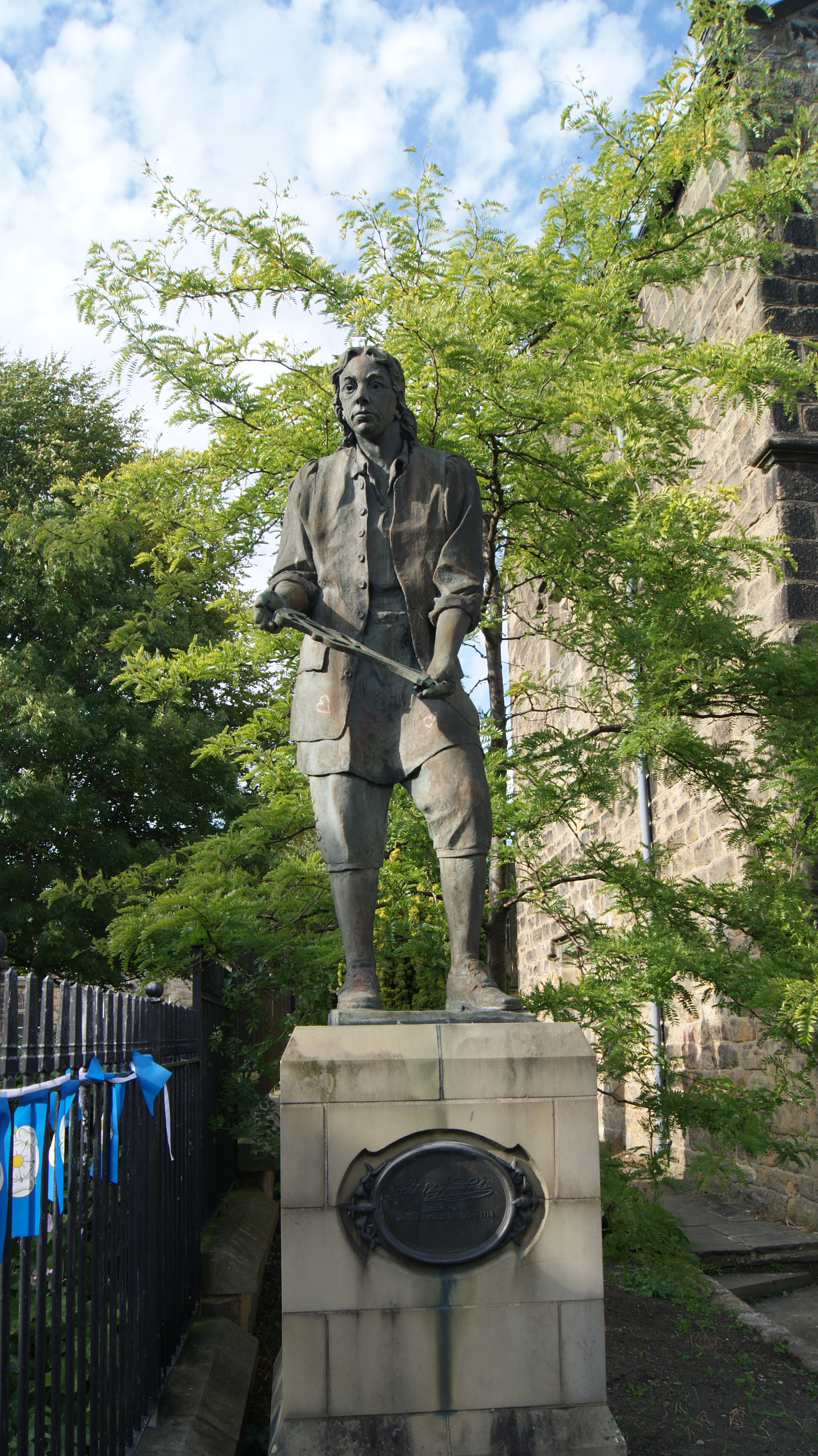
Statue Thomas Chippendales in Otley

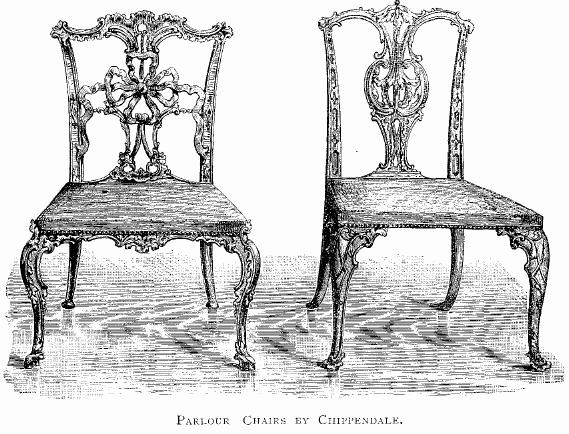
Chippendale-Stühle

Thomas Chippendale (getauft am 5. Junijul. / 16. Juni 1718greg. in Otley nahe Leeds in West Yorkshire, Königreich Großbritannien; begraben am 13. November 1779 in London) war ein Kunsttischler (cabinet and chair maker).

## Leben
Thomas Chippendale wurde als Sohn des Tischlers John Chippendale am 5. Juni 1718 (jul.) getauft. Das Datum seiner Geburt liegt ebenso wie seine Kindheit und Jugend im Dunkeln. Es wird vermutet, dass er in der Werkstatt des Vaters und bei Richard Wood in York lernte und arbeitete. Anfang der 1740er-Jahre siedelte er nach London über und arbeitete hier als Möbeltischler. Ab 1747 existieren Belege für einen Auftrag durch Lord Burlington. Es wird angenommen, dass Chippendale bis dahin vorwiegend in anderen oder für andere Werkstätten arbeitete.
Chippendale heiratete das erste Mal 1748 Catherine Redshaw († 1772). Aus dieser Ehe gingen 9 Kinder – 5 Söhne und 4 Töchter – hervor. 1753 zog er mit der Werkstatt und den Verkaufsräumen aus der Conduit Street in Long Acre nach Covent Garden. In drei gemieteten Gebäuden der St. Martin’s Lane Nr. 60–62 führte er die Manufaktur bis zu seinem Tod. Das Viertel um St. Martin-in-the-Fields war im 18. Jahrhundert ein bevorzugter Wohnort von Tischlern und Dekorateuren. Für die Stadterweiterungen im Nordwesten Londons war man nahe am Baugeschehen und konnte bei größeren Aufträgen kooperieren.
1754 veröffentlichte Thomas Chippendale einen Katalog mit Möbelentwürfen unter dem Titel The Gentleman and Cabinet Maker’s Director. Die hier gezeigten Entwürfe gelten als zeitgemäße englische Möbelmode für wohlhabendere Schichten der englischen Gesellschaft. Mit diesen Angeboten hatte er den Geschmack der genannten Käufer getroffen und legte diesen Katalog noch zwei weitere Mal auf. Die Firma stellte aber nicht nur Möbel in dem heute als Chippendale bekannten Stil her, sondern beriet auch ihre Kunden im Bereich der Innendekoration und Farbgestaltung. Ein Feuer, das 1755 die Werkstatt zerstörte, gibt Auskunft über die Größe des Unternehmens. Neben den Lagerbeständen ging beim Brand das Werkzeug von 22 Tischlern verloren. Bis 1766 geht Chippendale eine Partnerschaft mit dem wohlhabenden schottischen Kaufmann James Rannie ein. Er wird sein Geschäftspartner und investiert in die Firma, der es in diesem Zeitraum, bedingt durch die Folgen des Siebenjährigen Krieges auf dem europäischen Kontinent und des Franzosen- und Indianerkrieges in Amerika, nicht besonders gut ging. Das führte zu zahlreichen Bankenzusammenbrüchen in West- und Mitteleuropa und zu einer akuten Finanzkrise. Der Markt für Luxusgüter brach in Europa weitestgehend zusammen. Vermutlich wegen der Geldknappheit hatte Chippendale in diesem Jahr sehr viel seines Lagerbestandes für geringes Geld verkaufen müssen.
1760 wurde er als Mitglied in die Royal Society of Arts aufgenommen. Die Wahl verdankte er dem Einfluss des „Gentlemen-Architekten“ und Landsmannes Sir Thomas Robinson of Rokeby. Zur Erweiterung der Geschäftsbeziehung und Erschließung neuer Märkte führte ihn 1768 eine Reise nach Paris. In diesen Jahren galt Paris als führend in Bezug auf Mode und künstlerischen Geschmack. Für eine große Anzahl der englischen Aristokratie, insbesondere vieler Whigs, die sich nach Frankreich orientierten, blieb Paris mit seinen qualitativ hochwertigen Erzeugnissen tonangebend. Zum anderen begannen Verhandlungen, die auf bilaterale Handelsverträge ausgerichtet waren und zur Öffnung der französischen und englischen Märkte führten. Es hatte sich hier eine Art Luxusmarkt entwickelt, den Chippendale sich zu erschließen hoffte. Nach dem Tod von Rannie wählte Chippendale 1771 seinen Angestellten und Schwiegersohn Thomas Haig zum neuen Geschäftspartner.
Es wird davon ausgegangen, dass die Einflussnahme auf den Entwurf und die Fertigung der Möbel weitgehend in den Händen von Thomas Chippendale lag. Ab 1776 zog sich Chippendale aus dem Geschäft zurück. Der älteste der fünf Söhne, Thomas Chippendale der Jüngere (1749–1822), übernahm das Geschäft und führte es bis zum Bankrott 1804 weiter.

## Werk
Lange überschattete die Bewertung von Thomas Chippendale den Anteil und das Werk vieler seiner Zeitgenossen, wie beispielsweise Matthias Lock, der zu den Ersten gehörte, die Möbel im Stil des Rokoko entwarfen und herstellten.
Die Arbeiten der Werkstatt von Thomas Chippendale entstanden in der Regierungszeit von George II. und George III. Es umfasst die Stile und Moden des ausgehenden späten Palladianismus, des Rokoko, der Chinoiserie und des beginnenden Klassizismus, nimmt aber auch Formen des Gothic Revival vorweg.
Chippendale fertigte neben eigenen Entwürfen auch Möbel für die Architekten Robert Adam, wie in Brocket Hall, Hertfordshire oder für Sir William Chambers in Melbourne House, Piccadilly in London.

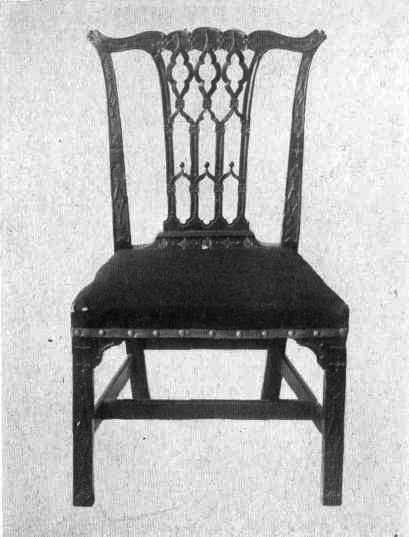
Ein ländlicher Stuhl im Chippendale-Stil mit herausgearbeiteter „gotischer“ Maßwerk-Lehne

Das französisch inspirierte Rokoko fand erst spät Anklang in England. Den Ausgangspunkt dafür bildet Mayfair House, das ab 1749 für Philip Stanhope, 4. Earl of Chesterfield errichtet wurde. Frühere Publikationen, wie die von Abraham Swan 1745 oder von Thomas Lightoler 1747, verwenden das Ornament des Rokoko, oft ohne dies in entsprechende formale Strukturen zu integrieren. Die ersten Arbeiten stammen dabei von Matthias Lock, der bereits um 1740, lange vor Chippendale, zahlreiche Publikationen zum Stil des Rokoko veröffentlichte.
Maßgeblich für die Einzigartigkeit der Person Thomas Chippendale und die Überbewertung des Umfangs seines Werkes im 19. und frühen 20. Jahrhundert waren seine Veröffentlichungen. Die Bewertung des 19. Jahrhunderts führte dazu, dass viele der qualitativ maßgeblichen Stücke der Zeit mit Chippendale in Verbindung gebracht wurden. Diese Zuschreibungen und die qualitative Bewertung von Chippendale als dem einzigen Tischler von Rang in der Mitte des 18. Jahrhunderts in England wurde in den 1930er-Jahren korrigiert. Eine Neubewertung hat dazu geführt, dass weit weniger Stücke sicher seiner Werkstatt zugeschrieben werden können.
Die Fertigung von Möbeln um 1750 in England und insbesondere in London war geprägt von einer wachsenden Spezialisierung. Sowohl im Entwurfsprozess als auch in der Herstellung wurde durch Arbeitsteilung innerhalb des Unternehmens, wie auch durch Zusammenarbeit mit den verwandten Gewerken der Schnitzer, Drechsler, Stuhlbauer und Polsterer, eine höhere Effizienz und Produktivität erreicht.
Durch die stärkere Arbeitsteilung, die größeren Serien, die veränderten Abläufe bei Beschaffung und Vertrieb stiegen die Anforderungen an die kaufmännische Leitung des Unternehmens, insbesondere bei den herrschenden langen Zahlungszielen des englischen Landadels.

## Orte
Die folgende Zuschreibung gründet auf der 1978 von Christopher Gilbert durchgeführten Untersuchung von Arbeiten der Werkstatt von Thomas Chippendale. Einige der bedeutendsten Aufträge aus der Werkstatt von Thomas Chippendale waren die Fertigung von Möbel für:
- Blair Castle in Perthshire für den Duke of Atholl (1758).
- Wilton House in Wiltshire für Henry Herbert, 10. Earl of Pembroke (1759–1773).
- Nostell Priory in Yorkshire für Sir Roland Winn (1766–1785)
- Mersham Le Hatch in Kent für Sir Edward Knatchbull, 9. Baronet (1767–1779).
- Normanton Park in Rutland und andere Häuser von Sir Gilbert Heathcote (1768–1778).
- Harewood House in Yorkshire für Edwin Lascelles (1767–1778).
- Burton Constable in Yorkshire für William Constable (1768–1779).
- Newby Hall in Yorkshire für William Weddell (1772–1776).
- Temple Newsam in Yorkshire für Lord Irwin (1774).
- Paxton House in Berwickshire, Schottland für Ninian Home (1774–1791).
- Petworth House in West Sussex von George Wyndham, 3. Earl of Egremont (1777–1779).

## Veröffentlichungen

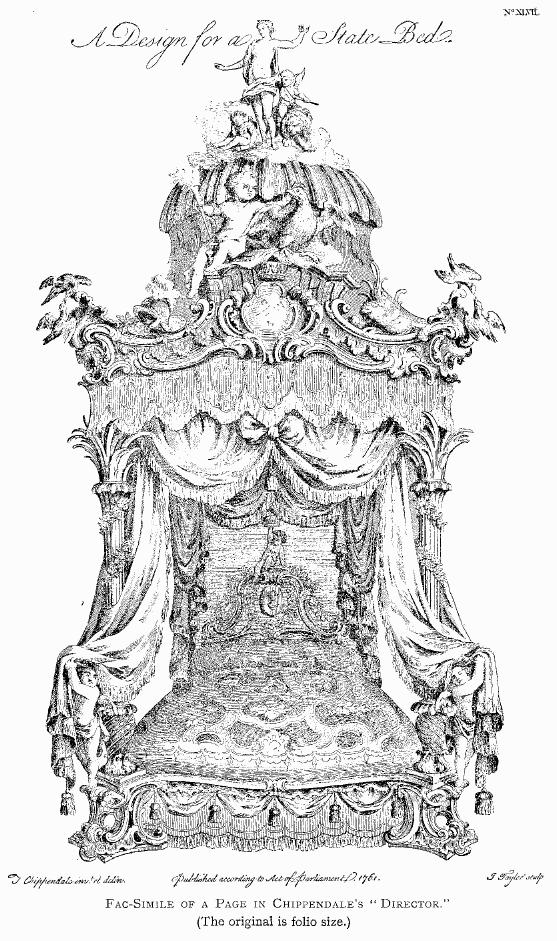
A Design for a State Bed from the Director, 1762

Viele der aristokratischen Auftraggeber Chippendales lebten in York. Diese regionalen Kontakte findet man auch in den Zahlen zu den Vorbestellungen des Director wieder. Sie deuten auf die guten Beziehungen zum aristokratischen Personenkreis aus seiner ehemaligen Heimat auch nach seiner Übersiedlung aus Yorkshire in die Metropole London.
- 1754 1. Auflage von The Gentleman and Cabinet-Maker’s Director. Diese entstand in Zusammenarbeit mit James Rannie, Chippendale & Rannie. Der Umfang der Auflage betrug 333 bestellte Exemplare.
- 1755 2. Auflage.

Diesem Beispiel folgten u. a. 1759 Ince & Mayhew und veröffentlichten das General System of useful and Ornamental Furniture.
- 1762 3. überarbeitete und erweiterte Auflage. Sie beinhaltet erste stilistische Anklänge des beginnenden Klassizismus. Eine 4. Auflage mit überarbeiteten und erweiterten Entwürfen wurde nicht beendet und blieb unveröffentlicht. Zeichnungen davon befinden sich im Victoria and Albert Museum in London.

Die Ausgaben in französischer Sprache werden oft als Beleg für die innovative, exportorientierte und zunehmend dominierende Rolle im Außenhandel und Manufakturwesens des Königreichs Großbritannien ab der zweiten Hälfte des 18. Jahrhunderts gesehen. Dem gegenüber werden gleichzeitige Tendenzen auf dem Kontinent häufig als Zeichen der Dominanz der französischen Kultur gewertet. Beide Argumente sind nachvollziehbar. Frankreich und insbesondere der Markt für Luxusgüter in Paris waren für den Handel und das Handwerk im Zeitalter der beginnenden Industrialisierung für ganz Europa von Bedeutung. Innovationen fanden ihren Weg nach Paris und von da aus ihre weitere Verbreitung. Es scheint unangebracht, diese Entwicklungen als eingleisig zu betrachten.
Thomas Chippendale erkannte früh die Chancen, die in der Verbreitung seiner Entwürfe in Form von Vorlagebüchern lagen. Aufgrund der liberalen Wirtschafts- und Handelsstruktur Englands und der fortgeschrittenen Arbeitsteilung im Ballungsraum London nutzte er die sich bietenden Möglichkeiten eher, als dies in vielen Teilen Europas mit einem tradierten Zunftsystem möglich war.
Viele Kopien zeigen den direkten Einfluss, den Entwürfe der Ausgaben des Gentleman and Cabinet-Maker’s Director auf andere Hersteller in England wie auch in Nordamerika ausübten.

## Revival
Aufgrund der Verbreitung der Publikationen wurden Möbel im Stil von „Chippendale“ in Dublin wie auch in Philadelphia, Lissabon, Kopenhagen oder Hamburg gefertigt. Katharina II. und Ludwig XVI. besaßen die französischen Ausgaben des Director. Seine Entwürfe fanden ab der Mitte des 19. Jahrhunderts immer größeren Zuspruch und bildeten den Ausgangspunkt, um von Möbeln im Stil von „Chippendale“ zu sprechen. Händler unterschieden zwischen „Chinese Chippendale“, „Gothic Chippendale“, oder „Irish Chippendale“. Die meisten dieser Designvarianten hatten bis auf den Namen Chippendale nur wenig mit seinen ursprünglichen Entwürfen gemein.
Mit dem Schock der Industrialisierung und der sich entwickelnden Massenkunst des 19. Jahrhunderts verkörperte Chippendale fortan die wahre Tradition des englischen Handwerkers. Sein Standbild wurde neben dem von Inigo Jones an der Fassade des Victoria and Albert Museum aufgestellt. Ihm zu Ehren wurden außerdem an der Grammar School seiner Heimatstadt eine Statue und eine Gedenktafel angebracht.

## Varia
- Eine Chippendale-Kommode spielt eine zentrale Rolle in der Kurzgeschichte Des Pfarrers Freude (auch: Die Freude des Pfarrers) von Roald Dahl.
- Inspiration fand der Name auch für zwei Disney Figuren - Ahörnchen und Behörnchen (englisch: Chip ’n Dale).
- Chippendale-Möbel gelten bis heute als eine interessante Wertanlage, so wurde beispielsweise 2008 ein Padouk-Schrank bei einer Versteigerung für 2.729.250 englische Pfund verkauft.